# Невыносимая лёгкость бытия
«Невыносимая лёгкость бытия» (чеш. Nesnesitelná lehkost bytí) — роман Милана Кундеры, написанный в 1982 году и впервые опубликованный в 1984 г. во Франции, в переводе на французский. Действие происходит в 1968 году в Праге.
Согласно Кундере, бытие полно невыносимой лёгкости, потому что каждый из нас живёт всего один раз: «Einmal ist Keinmal» (с нем. — «единожды — всё равно что никогда», то есть «то, что произошло однажды, могло совсем не происходить», «один раз не считается»). Значит, каждая жизнь несёт в себе таинственную случайность, каждое наше действие не может полностью предопределить наше будущее. Любой выбор не отягощён последствиями, а потому не важен. В то же время наши действия становятся невыносимыми, если задумываться об их последствиях постоянно, потому жизнь можно охарактеризовать как «Невыносимую лёгкость бытия».
Некоторые критики относят это произведение к постмодернизму.
Первое издание на чешском языке вышло в 1985 году в издательском доме «68 издателей» (Торонто). Во второй раз на чешском языке книга вышла в октябре 2006 года, в Брно (Чехия), спустя 17 лет после бархатной революции (до тех пор Кундера не признавал её).

## Персонажи
- Томаш — опытный хирург и интеллектуал. Он живёт ради своей работы. Томаш — «эпический бабник». Для него секс и любовь — это две разные сферы человеческой жизни: он легко вступает в физические отношения со многими женщинами, и принципиально избегает долговременных привязанностей, пока не встречает Терезу. Тягу к интимным связям с женщинами он объясняет интересом к познанию женской индивидуальности, которая проявляется только в момент физической близости. После знакомства и начала отношений с Терезой продолжает этим заниматься. Сначала он воспринимает Терезу как беззащитное дитя, бремя заботы о котором ложится на его плечи, но впоследствии женится на ней. После ввода войск Варшавского договора в Чехословакию они уезжают в Цюрих, где он также ведёт свободный образ жизни. Тереза, чувствуя себя одинокой и слабой, возвращается с собакой в Прагу. Томаш внезапно понимает, что хочет быть с ней, и отправляется на родину вслед за Терезой. В Праге он подвергается давлению и в конце концов, устав от засилья коммунистического режима, покидает должность хирурга и становится мойщиком окон, что только подстёгивает его сексуальные аппетиты из-за освободившегося времени. Он старается, чтобы это не потревожило его жену, но забывает мыть волосы после фэйсситтинга, и когда та замечает ему, что уже давно слышит по ночам от него чужой запах, он соглашается уехать с Терезой в деревню. Его одержимость работой и женщинами окончательно проходит, и он по-настоящему счастлив с Терезой. Когда он погибает с ней в автомобильной катастрофе, его сын от предыдущего брака велит написать на его памятнике эпитафию «Он хотел Царствия Божия на земле».
- Тереза — молодая жена Томаша, сбежавшая к нему в Прагу от матери. Она занимается фотографией и увлечённо документирует ввод советских войск в Прагу и его последствия, но для неё Томаш куда важнее любой работы. Измены мужа причиняют ей боль, но она не видит своей жизни без него. Тереза воспринимает своё тело как что-то отвратительное и позорное, поскольку оно ассоциируется у неё с грубой и вульгарной матерью, постоянно нарушавшей её личные границы и высмеивавшей её скромность. На протяжении всей книги Тереза видит кошмары, в которых она становится одним из «тел» в богатой коллекции женщин Томаша. Она объясняет это своей слабостью. После возвращения в Прагу Тереза устраивается работать в гостиничном баре, где знакомится со случайным мужчиной и соглашается на свидание, полагая, что этого бы хотел Томаш. После измены однако она начинает бояться, что это могла быть провокация ради шантажа — другой посетитель бара намекает ей на обвинение в проституции. После того, как Томаш и Тереза уезжают в деревню, она отдаётся прелестям сельской жизни и работает с животными — они вызывают у неё тёплые чувства. Она замечает у Томаша письма от сына и предлагает наладить с ним общение, а председатель кооператива приглашает их на танцы в соседний город. Танцуя, Тереза просит у мужа прощения, что ради неё ему пришлось отказаться от всего, но Томаш возражает, что на самом деле ничего из этого не было ему нужно, и что он вполне счастлив с ней в деревне.
- Сабина — подруга Томаша и его любовница. Весь образ жизни Сабины есть крайнее проявление лёгкости; Сабина наслаждается свободой и совершает одно предательство за другим. Она объявила войну китчу и не приемлет никакие запреты, навязываемые её пуританской семьёй и коммунистической партией. Свой протест она выражает в своих картинах.
- Франц — любовник Сабины. Женевский профессор, идеалист. Он влюбляется в Сабину, которую считает либералом и романтически-трагической чешской диссиденткой. Это добрый человек, способный на сострадание. Всю свою жизнь он пытается оставаться верным памяти матери, а после встречи с Сабиной — и ей. Его тяготит необходимость скрывать свои отношения с Сабиной от жены и дочери, но когда он решается уйти от них, Сабина его бросает. Он ищет свободы и лёгкости, ведёт холостяцкую жизнь и крутит роман со студенткой, и этот поиск однажды заставляет его участвовать в марше протеста в Таиланде. В Бангкоке в ходе разбойного нападения он получает смертельную рану. Жена, так и не давшая ему развод, присваивает посмертную память о нём себе, написав на надгробии «Возвращение после долгого блуждания», подразумевая, что он якобы вернулся в семью и при смерти не хотел никого видеть, кроме неё.
- Каренин — собака женского пола Томаша и Терезы.

## Сюжет
Роман охватывает период с шестидесятых годов двадцатого века в Европе, большей частью в Чехословакии, а также события 1968 года и наступающую нормализацию.
Главная тема книги — поиск смысла жизни, проблема внутренней и внешней свободы человека, в то же время постоянное противопоставление добра и зла, лёгкости и тяжести, китча и искусства.
Томаш, ведущий хирург больницы, после развода знакомится с Терезой и живет с ней. Параллельно крутит роман с фотографом Сабиной.
Томаш и Тереза иммигрируют в Швейцарию после Пражской весны, но возвращаются обратно в Чехословакию. Там, под действием репрессивной системы, ему приходится уйти из медицины и стать мойщиком окон в Праге, Тереза становится официанткой в кабаке, а затем и покинуть Прагу и стать водителем грузовика в деревне. После гулянки с местными Томаш и Тереза погибают в автокатастрофе.

### Лёгкость и тяжесть бытия
Роман начинается с размышлений о лёгкости и тяжести человеческого существования. Рассказчик показывает, что философия Вечного возвращения Ницше придаёт роковой вес каждому человеческому решению, поскольку каждое такое решение будет повторяться снова и снова. В противовес этому мировоззрению Кундера приводит другое представление о жизни, в котором всё существует только один раз. Однако, согласно немецкому выражению Einmal ist keinmal, он утверждает, что такая жизнь не имеет большого веса, она невыносимо легка.

### Китч
Кундера приписывает китч как тоталитарным режимам, так и политикам и политическим направлениям. Он объясняет, что в обществе с множеством взглядов и политических настроений китча можно избежать, но тоталитарные общества порождают тоталитарный китч.

С этой точки зрения конец книги можно понимать как возвращение к безобидному китчу счастливой деревенской жизни, которая, однако, признаётся и оправдывается взаимной любовью Томаша и Терезы.

## Экранизация
«Невыносимая лёгкость бытия» — фильм режиссёра Филиппа Кауфмана, вышедший на экраны в 1988 году.